# مختزلة الثيوريدوكسين

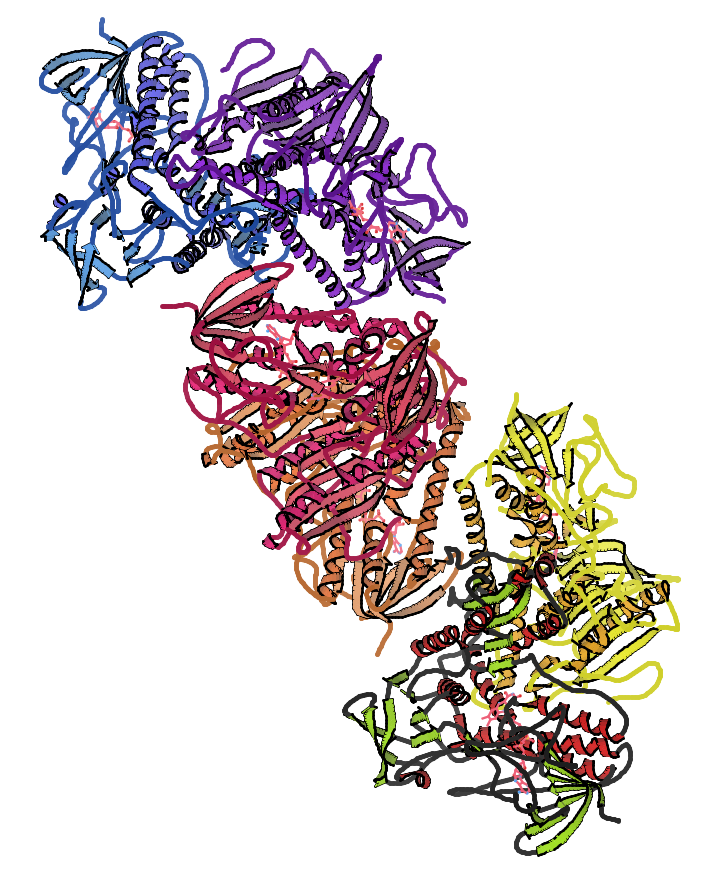
البنية البلورية لمختزلة الثيوريدوكسين

مختزلة الثيوريدوكسين (ملاحظة 1) هي إنزيم من عائلة الإنزيمات المختزلة، والتي تقوم باختزال بروتينات الثيوريدوكسين.
يوجد نمطان من مختزلة الثيوريدوكسين، يوجد إحداها في البكتريا وحقيقيات النوى؛ والأخر في الحيوانات. يعد كلا النمطين من البروتينات الفلافينية Flavoprotein، وهي توجد على شكل ديمرات بروتينية، ويحوي كل مونومر على مجموعة ثنائي نيوكليوتيد الفلافين والأدينين (FAD)، وموقع رابط لوحدة فوسفات ثنائي نيوكليوتيد الأدينين وأميد النيكوتين (NADPH)، بالإضافة إلى موقع نشط فعال يحوي على رابطة ثنائي كبريتيد.

## هوامش
- ملاحظة 1 Thioredoxin reductase